# Ta' Ħaġrat
Le complexe de temples mégalithiques de Ta' Ħaġrat est daté du Néolithique. Il se trouve à L-Imġarr, sur l'ile de Malte, très proche de Skorba. C'est le site de référence de la phase Mġarr (3800 - 3600 av. J.-C.).

## Historique
Les deux temples de Ta' Ħaġrat sont dégagés en 1923 par l'archéologue maltais Themistocles Zammit, et en 1925/26 sous la responsabilité de G.G. Sinclair. Ayant été partiellement dépierré, l'extérieur des temples est difficilement lisible. L'ensemble du site est restauré en 1937 mais il n'est véritablement fouillé qu'en 1953 et 1961.
En 1992, l'Unesco inscrit les temples de Ta' Ħaġrat au Patrimoine mondial. En 2019, Malte frappe une monnaie de 2 euros commémorative dédiée à ces temples.

## Description

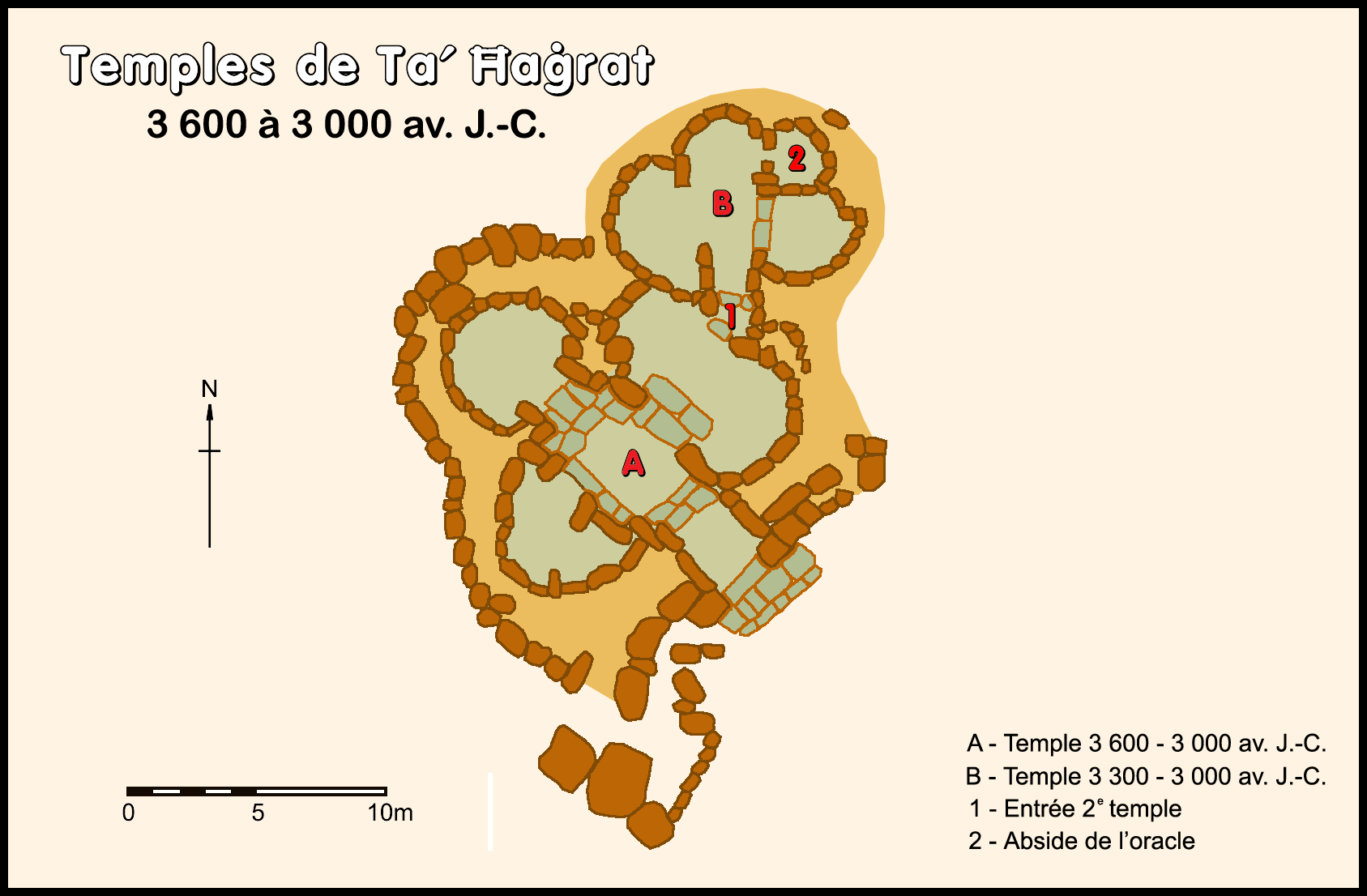
Plan des temples.

Le premier temple trilobé, orienté sud-est / nord-ouest, fait 18 x 16 m. Il est daté de 3600 - 3000 av. J.-C. Le deuxième temple, doté de quatre absides, orienté sud / nord, est plus petit. Il fait 10 x 8 m, et est daté de 3300 - 3000 av. J.-C. Son entrée n'est pas extérieure, elle donne dans l'abside est du premier.
Ils sont tous les deux construits de grosses pierres sèches. Le premier temple comporte une entrée mégalithique s'évasant à l'intérieur sur l'espace central. Les fouilles ont révélé que ces deux temples ont été construits sur un site plus ancien datant de 4100 - 3800 av. J.-C.
Découverte pendant les fouilles, une miniature (6 x 4 x 5 cm) en calcaire représente un temple de forme ovale. Il est possible de reconnaitre le portail trilithe, les murs en gros appareil, et un toit constitué de grandes dalles. Il faut donc imaginer ces temples, aujourd'hui à ciel ouvert, comme ayant comporté une couverture lithique.